# باني بوري
باني بوري (بالأُردية: پانی پوری، گول گپے) هو نوع من الوجبات الخفيفة من شبه القارة الهندية ويعتبر طعام شارع شائع هناك. يصنع من الدقيق، البصل، البطاطس والحمص.